# Associazione Calcio Massiminiana 1967-1968
Questa pagina raccoglie le informazioni riguardanti l'Associazione Calcio Massiminiana nelle competizioni ufficiali della stagione 1967-1968.

## Rosa
| N. |                   | Ruolo | Calciatore          |
| -- | ----------------- | ----- | ------------------- |
|    | Italia (bandiera) | A     | Natalino Bondi      |
|    | Italia (bandiera) | A     | Angelo Busetta      |
|    | Italia (bandiera) |       | Giuseppe Calanna    |
|    | Italia (bandiera) | C     | Francesco Ciraolo   |
|    | Italia (bandiera) |       | Pietro Contadino    |
|    | Italia (bandiera) | A     | Renzo Di Pietro     |
|    | Italia (bandiera) | D     | Giuseppe Forti      |
|    | Italia (bandiera) | C     | Giuseppe Giacoppo   |
|    | Italia (bandiera) | D     | Salvatore Manasseri |
|    | Italia (bandiera) | D     | Amedeo Marin        |
|    | Italia (bandiera) |       | Elio Parisi         |

| N. |                   | Ruolo | Calciatore          |
| -- | ----------------- | ----- | ------------------- |
|    | Italia (bandiera) | C     | Franco Polizzo      |
|    | Italia (bandiera) | P     | Cesare Pozzi        |
|    | Italia (bandiera) |       | Sebastiano Ranfaldi |
|    | Italia (bandiera) | D     | Leonardo Regalino   |
|    | Italia (bandiera) | C     | Mario Samperi       |
|    | Italia (bandiera) | C     | Francesco Sclafani  |
|    | Italia (bandiera) | D     | Michele Sframeli    |
|    | Italia (bandiera) | C     | Antonio Toma        |
|    | Italia (bandiera) | A     | Domenico Ventura    |